# Hypidalia sanguirena
Hypidalia sanguirena är en fjärilsart som beskrevs av William Schaus 1905. Hypidalia sanguirena ingår i släktet Hypidalia och familjen björnspinnare. Inga underarter finns listade i Catalogue of Life.